# Earl Godwin
Earl Godwin (ur. 1881, zm. 24 września 1956) – amerykański reporter radiowy.

## Wyróżnienia
Posiada swoją gwiazdę na Hollywoodzkiej Alei Gwiazd.